# Potatoes and Dragons
Potatoes and Dragons (en español: Patatas y Dragones) es una serie de animación francesa y canadiense. Esta producida por Alphanim, Cinar, Canal J, France 3 y Europool. Se emitió en Francia, Canadá, Estados Unidos, Australia, Luxemburgo, España, Bélgica y Alemania. En España solo se emitió en la Comunidad de Madrid en la franja horaria de Cyberclub y en Cataluña en el canal K3 bajo el nombre de Patates i Dracs.

## Trama
La serie empieza con la premisa de que el Rey Hugo III hace llamar a todos los caballeros expertos en matar dragones con el objetivo de poner fin a una maldición y, como recompensa, ofrece la mano de su hija a quien logre hacerlo. Los capítulos suelen empezar con un nuevo caballero que aparece para derrotar al dragón, y después de una cómica batalla contra este, el caballero se va asustado, corriendo o feliz.

## Personajes
- Rey Hugo III: El Rey Hugo III es el rey de la tierra de las patatas. Se enfada fácilmente, es cabezota y odia al dragón o a quienquiera que se interponga en su camino. Casi nunca está de buen humor porque cada vez que ve a Dragón este le escupe fuego, o le molesta o incluso cuando el rey Hugo no hace absolutamente nada, el Dragón le sigue escupiendo fuego y quemando. Siempre están mandando a la gente que hacer y suele enfadarse con Harry y hacerle pasar un mal rato cuando este fracasa o no hace su trabajo correctamente.
- Harry: Harry es el torturador y la mano derecha del Rey Hugo. Tiende a ser despistado y suele hacer la mayor parte de su trabajo sucio.
- Caballeros: En cada episodio aparece un nuevo "caballero" (hombre o mujer) que puede ser desde un guerrero hasta un científico. Este, jura matar, capturar o domesticar al dragón a cambio de la mano de Melody u otra recompensa. Generalmente acaban peleándose con el Rey Hugo o siendo expulsados del reino.
- Melody: Melody es la princesa rubia a quien le encanta el dragón. Si algo le pasa a este su romance con Riri acabará por lo que trata de frustrar los intentos de los diferentes caballeros. Casi todos los caballeros quieren casarse con ella. Lleva puesto un vestido rosa y una corona dorada. El dragón nunca la ha quemado ya que ambos son amigos.
- Riri: Riri el bufón de la corte es el héroe de la serie. Está enamorado de Melody y frustra los intentos de matar a Dragón. Suele burlarse y molestar a Juju lo que hace que a veces este se enfade. El dragón solo le ha quemado una vez y fue por error, pues apuntaba al Rey Hugo y a un caballero.
- Juju: Juju es un niño que vive en el castillo y ayuda a Riri. Se frustra y enfada a menudo, le gustar gastar bromas y burlarse del Rey Hugo por diversión. Es amigo de Dragón y suele colaborar con Melody y Riri para salvarle de los caballeros y el Rey Hugo. También trata de evitar que el Rey Hugo lo eche del castillo. Una vez Dragón le quemó sin querer y se enfadó ya que estropeó su pelota favorita, pero poco después le perdonó y ambos volvieron a ser amigos ya que sabía que Dragón no quería herir sus sentimientos.
- Dragón: Dragón vive tranquilamente y de manera pacífica en el reino, pero dado que tiene un odio incontrolable hacia las coronas no puede evitar lanzar una llamarada de fuego al Rey Hugo cada vez que le ve. No puede hablar, solo se oye su voz cuando canta, tararea, suspira, llora o se rie. Le huele siempre el aliento cuando escupe fuego. Suele estar colado por una dragona casi conocida como su novia, pero generalmente le gusta estar solo. Es amigo de Melody, Juju y Riri a quienes no escupe fuego excepto por accidente.
- Merlín: Merlín es el mago del rey. Sus pócimas y hechizos generalmente no funcionan y acaban explotándole en la cara a Hugo. Merlín ayuda habitualmente a la princesa, Riri y Juju a salvar a Dragón.
- Roger la zanahoria hablante: Roger es una zanahoria que aconseja al caballero como derrotar al dragón. Solo sirve para revelar las debilidades del dragón y puede convertirse en un aperitivo para el caballero si le hace enfadar.